# 익평부수
익평부수 이철(益平副守 李澈, 1659년 - ?년)은 조선 중기의 왕족으로 덕흥대원군의 증손이며, 종실 진양군 이담령(珍陽君 李聃齡)의 7남이다.

## 생애
조선중기의 왕족으로 본관 전주, 휘는 철(澈)이다. 덕흥대원군의 증손이며, 선조의 백형 하원군의 손자이다. 아버지는 종실 진양군 이담령(珍陽君 李聃齡)이며, 어머니는 양녀(良女) 예현(禮賢)이다.
부인은 밀양인(密陽인) 박시상(朴時相)의 딸로 온인 밀양박씨(溫人 密陽朴氏)이다.
진양군의 7남으로 기해(己亥) 1659년(효종 10) 탄생하여 익평부수(益平副守)에 봉작을 받았다. 1672년(현종 13) 윤7월 24일 종부시에서 문안하는데 참여하지 않았거나 간혹 한두번씩만 한 종친이라 하여 종중추고(從重推考)를 청하기도 하였다.
1677년(숙종 3) 3월 12일 종신으로 주강(晝講)에 참여하였으며, 진강(進講)이 끝나고 숙종을 인견하였는데 숙종이 익평부수의 의관을 보고 너무 남루하므로 의복감을 제급(題給)을 명하여 친친(親親)의 의리를 보였다. 익평부수는 가난하여 의관도 제대로 갖추어 입질 못하였다고 한다.
1705년(숙종 31) 익평령(益平令)으로 강등되었다가 다시 익평부수(益平副守)에 봉작받고, 1710년(숙종 36) 3월 26일 종친부에서 파직을 현고하여 파직되었다가 이해 6월 1일 다시 서용되었다. 별세하여 인천에 예장하였다.

## 가족관계
- 아버지 : 진양군 이담령(珍陽君 李聃齡)
- 어머니(계모) : 현부인 평산신씨(縣夫人 平山申氏, 1598년 - 1666년), 평산인(平山人) 신업(申砐)의 딸.
- 어머니(생모) : 양녀(良女) 예현(禮賢)
- 부인 : 온인 밀양박씨(溫人 密陽朴氏), 밀양인(密陽인) 박시상(朴時相)의 딸.
  - 장남 : 이석한(李碩漢), 초명은 이시한(李時漢).
  - 2남 : 이주한(李柱漢)